# Mohamed Mahmoud Shabaan
Mohamed Mahmoud Shabaan (arabisch محمد محمود شعبان; geboren 21. September 1912 in Alexandria; gestorben 10. Januar 1999), bekannt unter seinem Spitznamen Baba Sharo, war ein populärer ägyptischer Hörfunksprecher und Medienschaffender, der mit Kindervorträgen, Theaterstücken und Gesangssendungen im ägyptischen Radio bekannt wurde, darunter eine Radioadaption von „Tausendundeiner Nacht“ mit einer Gruppe angesehener ägyptischer Künstler.

## Leben
Mohamed Mahmoud Shaaban wurde in Alexandria als ältester Sohn der Familie geboren. Sein Vater war im Baugewerbe tätig und zählte zu seiner Zeit zu den berühmtesten Bauunternehmern. Er wollte, dass sein Sohn die juristische Fakultät besuchte. Er besuchte stattdessen die Kunstfakultät.
1939 schloss er sein Studium der Griechischen und Lateinischen Literatur an der Kunstfakultät der Fuad-I.-Universität (heute Universität Kairo) ab und ging auf Empfehlung seines Lehrers Taha Hussein, dem damaligen Dekan der Kunstfakultät, sofort nach seinem Abschluss zum Rundfunk.
Auf Empfehlung von Taha Hussein wurde er beim Ägyptischen Rundfunk als Nachrichtensprecher angestellt. Er arbeitete jahrelang als Radiomoderator für Kinder und schrieb unzählige Serien und Programme für den ägyptischen Hörfunk. Zu den Kindersendungen kam er eher zufällig, weil ein Moderator fehlte, und er fand sogleich bei Erwachsenen und jungen Hörern Anerkennung. Er wurde der Kindersendung zugeteilt, zusätzlich zu den dramatischen, lyrischen und musikalischen Sendungen. Der Einstieg in seine Hörfunkkarriere wird in unterschiedlichen Versionen wiedergegeben, wie andere seiner Lebensstationen auch.
Er moderierte viele bekannte Sendungen und präsentierte 20 Jahre lang, von 1940 bis 1960, seine Vorträge für Kinder. Mit dem Schriftsteller Taher Abu Fasha (1908–1989) präsentierte er unter seiner Regie in der Sendung Alf Leila Wa Leila in einer beliebten Radio-Adaption des Ägyptischen Rundsfunks mehr als 900 Episoden der Märchen aus Tausendundeiner Nacht als Radioprogramm mit vielen berühmten Schauspielern, insbesondere Zouzou Nabil in der Rolle der Scheherazade und Abdelrahim El Zarakany als Schahryâr. Sie soll 26 Jahre lang von ägyptischen Radiosendern ausgestrahlt worden sein. Er präsentierte auch 300 dramatische Episoden des Buches Kitab al-Aghani (كتاب الأغاني / ‚Das Buch der Lieder‘) von al-Isfahani, und er leistete eine große Anzahl von Forschungen und Studien in verschiedenen Bereichen der Radiokunst.
Im Jahr 1948 wurde Shaaban zum Leiter der thematischen Programme ernannt. Vier Jahre später wurde er Direktor der Musikprogramme. Im Jahr 1971 wurde er zum Leiter des Ägyptischen Rundfunks ernannt. Am 23. November 1950 heiratete er die berühmte ägyptische Radiomoderatorin Safia Al-Mohandes. Als er sich vom Rundfunk zurückzog, wurde er für zwei Jahre zum Berater des Informationsministers ernannt.
Als Chairman of Egyptian Radio wird er mit den Worten zitiert: „After the July revolution of 1952 the renaissance in broadcasting started“.
An der König-Abdulaziz-Universität in Saudi-Arabien gründete er später die Fakultät für Massenkommunikation und hielt zahlreiche Vorlesungen an den Instituten für Film und darstellende Kunst. Zu seinen Werken gehört auch die Fernsehserie Der Islam und ein neues Leben, Buch von Mohamed Mahmoud Shaaban und Regie von Ahmed Magdy.
Shabaan erhielt zahlreiche Auszeichnungen und Preise.